# Viśvabhuj Buddha
Viśvabhuj (o Vessabhū in pāli; in cinese 毘舍浮 Píshèfú) è considerato il ventiquattresimo Buddha, nonché il terzo dei Sette Buddha del passato dell'attuale epoca secondo il buddhismo. Nacque per il piacere di Anoma (Anūpama), suo padre era il khattiya Suppatita (Supatita) e sua madre Yasavatī. È venerato dalle tradizioni Theravada, Mahayana e Vajrayana.

## La vita secondo la leggenda
Per seimila anni visse tra le mura domestiche in tre palazzi: Ruci, Suruci e Vaddhana (Rativaddhana); sua moglie era Sucittā e il loro figlio Suppabuddha. Lasciò la casa in un palanchino d'oro, praticò l'austerità per sei mesi, gli fu dato il latte di riso da Sirivaddhanā di Sucittanigama e l'erba per il suo posto dal re Narada Narinda, e raggiunse l'illuminazione sotto un albero di sāla. Predicò il suo primo sermone ad Anurārāma ai suoi fratelli, Sona e Uttara, che divennero i suoi principali discepoli.